# Episema rubellina
Episema rubellina är en fjärilsart som beskrevs av Otto Staudinger 1891. Episema rubellina ingår i släktet Episema och familjen nattflyn. Inga underarter finns listade i Catalogue of Life.